# الشراكة الأمنية بين المملكة المغربية و الإتحاد الأوروبي
تتمتع المغرب بشراكة أمنية متينة مع الاتحاد الأوروبي ، تعتمد على التعاون في مجالات مكافحة الإرهاب، الهجرة غير النظامية، الجريمة المنظمة، والأمن البحري. يعتبر المغرب شريكًا رئيسيًا للاتحاد الأوروبي في منطقة شمال إفريقيا ، نظرًا لموقعه الاستراتيجي كجسر بين أوروبا وإفريقيا، ودوره الفعال في ضمان الاستقرار الإقليمي 
- مكافحة الإرهاب والتطرف[5]

- يُعد المغرب حليفًا أساسيًا للاتحاد الأوروبي في مكافحة التطرف الديني والجماعات الإرهابية ، حيث يقوم بتنسيق استخباراتي مع دول مثل فرنسا وإسبانيا وألمانيا.
- في إطار مشروع "الكابيتير" (CAPITER)، يشارك المغرب في برامج تدريبية لتعزيز قدرات الأجهزة الأمنية في مواجهة التهديدات الإرهابية.
- المغرب عضو في مجموعة العمل المالي (FATF)، ويطبق معايير مكافحة تمويل الإرهاب بالتعاون مع الاتحاد الأوروبي.
- إدارة الهجرة غير النظامية ومراقبة الحدود[6]

- يُعتبر المغرب شريكًا رئيسيًا في
 سياسة الجوار الأوروبية ، حيث يتلقى دعمًا ماليًا وفنيًا لتعزيز مراقبة حدوده، خاصة في مدينتي سبتة ومليلية.
- من خلال الوكالة الأوروبية لحرس الحدود والسواحل (فرونتكس) ، يتم تبادل المعلومات وتدريب عناصر الأمن المغاربة.
- في 2023، وقّع المغرب والاتحاد الأوروبي اتفاقية جديدة لتنظيم الهجرة القانونية ومكافحة شبكات تهريب البشر.
مكافحة الجريمة المنظمة والاتجار بالمخدرات
- يحمل المغرب عبئا كبيرا في محاربة عبور الكوكايين القادم من أمريكا اللاتينية إلى أوروبا،  مما يجعله شريكًا أساسيًا في الحرب على المخدرات.
- تتعاون المديرية العامة للأمن الوطني (DGSN) المغربية مع يوروبول (Europol) في تفكيك شبكات المخدرات والاتجار بالبشر.
- في 2022، تمكنت المصالح الامنية المغربية من ضبط 12 طنًا من الكوكايين قادمة من أمريكا اللاتينية في عملية مشتركة بين المغرب وإسبانيا.
- [Europol - Drug Trafficking Networks](https://www.europol.europa.eu)
- [UNODC Report on Drug Routes](https://www.unodc.org)
```
*
الأمن البحري
 وحماية المضائق
```

- يلعب المغرب دورًا محوريًا في تأمين مضيق جبل طارق، أحد أكثر الممرات البحرية ازدحامًا في العالم.
- يشارك المغرب في عملية "إيريني" (EUNAVFOR IRINI) التابعة للاتحاد الأوروبي لمراقبة تهريب الأسلحة في البحر الأبيض المتوسط.
- هناك تعاون بين البحرية الملكية المغربية والوكالة الأوروبية للسلامة البحرية (EMSA) لمواجهة القرصنة والهجرة غير الشرعية.

## التحدياتالجيوسياسية
* منافسة لاعبين دوليين آخرين
```
(مثل 
روسيا
 و
الصين
) في المنطقة، مما قد يُضعف التركيز الأوروبي على 
الشراكة
 مع المغرب.
```

   تأثير الأزمات الإقليمية (مثل عدم الاستقرار في ليبيا والساحل الإفريقي) على أولويات التعاون الأمني.
رغم هذه التحديات، يُعتبر المغرب شريكاً أساسياً للاتحاد الأوروبي في مجال الأمن، وذلك بسبب موقعه الاستراتيجي واستقراره  في منطقة مضطربة. تعزيز الثقة المتبادلة وزيادة الدعم الأوروبي للمغرب في المجالات الأمنية والتنموية قد يُسهم في تجاوز هذه العقبات.